# Semjén
Semjén je vesnice v Maďarsku, v Boršodsko-abovsko-zemplinské župě v Cigándském okrese.
Má rozlohu 784 ha a žije zde 493 obyvatel (2015).

## Obyvatelstvo
Obyvatelstvo obce tvoří 78% Maďarů, 21% Romů a 1% Ukrajinců.

## Zajímavosti
- kostel reformované církve z roku 1839